# قلعه ماتسوئه
قلعه ماتسوئه (به ژاپنی: 松江城, Matsue-jō) یک قلعه ژاپنی در شهر ماتسوئه در استان شیمانه است که در سال ۱۶۹۷ تا ۱۶۱۱ توسط دایمیو هوریو یوشی‌هارو در اوایل دوره ادو ساخته شد.